# 闭花木
闭花木（学名：Cleistanthus sumatranus）为大戟科闭花木属下的一个种。

## 扩展阅读
- 維基物種上的相關：闭花木